# Monòlit de la Font del Desmai
El Monòlit de la Font del Desmai és una obra de Folgueroles (Osona) inclosa a l'Inventari del Patrimoni Arquitectònic de Catalunya.

## Descripció
Es tracta d'un monòlit de forma rectangular que s'eleva damunt la font coneguda com La fons del Desmai. És de pedra i compta amb unes dimensions força considerables. La part que mira vers la font presenta un baix relleu format per unes garlandes i una arpa que emmarquen la dedicatòria: EN MEMÒRIA DEL ESBART DE VICH 1867-1912, a la part superior hi ha una creu grega. Als costats hi ha els escuts de Vic i de Catalunya.
El bloc de pedra, que pesava prop de 5000 kg i que fou extreta de la pedrera de "La granja de Sant Julià de Folgueroles" i es traslladà fins aquest indret fent-la lliscar damunt uns corrons. Fou picada per Joan Noguer, esculpida per Pere Puntí i Ramon Torrents l'acolorí i daurà.

## Història
Aquesta font, durant el segle xix era freqüentada per la colla de poetes entusiastes de la Renaixença, l'Esbart de Vic. Es troba a l'antic camí de Folgueroles a Vic, prop de l'ermita de Sant Jordi i de la masia de Can Tona, on Mn. Cinto vivia mentre estudiava al seminari de Vic. Allà començaren a celebrar les esbartades, font d'inspiració dels joves poetes. A part de Mn. Cinto, la font era freqüentada per J. Collell, J. Masferrer, M. Campà, A. D'Espona, F. Masferrer, M. Genís, J. Salarich, P. Andreu i Josep Serra i Campdelacreu.
La font, per tradició popular, era coneguda per la font del Morgadès, però Mn. Cinto començà a anomenar-la font del Desmai per l'arbre que li feia espona. Actualment n'hi ha un de més petit que fou replantat anys més tard